# قله آرامازد
قله آرامازد (ارمنی: Արամազդ) کوهی که در استان سیونیک در کشور ارمنستان واقع شده‌است و ۳٬۳۹۲ متر از سطح دریا ارتفاع دارد. قله آرامازد در رشته‌کوه بارگوشات قرار دارد.